# Psapharochrus chrysopus
Psapharochrus chrysopus là một loài bọ cánh cứng trong họ Cerambycidae.